# Watsonia coccinea
Watsonia coccinea là một loài thực vật có hoa trong họ Diên vĩ. Loài này được (Herb. ex Baker) Baker miêu tả khoa học đầu tiên năm 1892.